# Cenarth
Cenarth est un village et une communauté du Carmarthenshire, au pays de Galles.

## Géographie
Le village de Cenarth se situe tout au nord-ouest du Carmarthenshire. La communauté jouxte les comtés du Ceredigion au nord et du Pembrokeshire à l'ouest. Le village est bâti sur la berge australe de la Teifi qui sert de frontière entre le Carmarthenshire et le Ceredigion. Il est traversé par la route A484 qui relie les villes de Swansea / Abertawe et Cardigan / Aberteifi. La ville la plus proche est Newcastle Emlyn, à 6 km à l'est.

## Démographie
Au recensement de 2011, la communauté de Cenarth comptait 1 030 habitants.

## Culture locale et patrimoine
La communauté de Cenarth comprend deux monuments classés de grade II* : un pont et un moulin.
Le pont de Cenarth (en) permet à la route A484 de franchir la Teifi. Ce pont en pierre à trois arches a été construit entre 1785 et 1787 par David Edwards, l'un des fils de William Edwards (en), l'architecte autodidacte responsable de l'édification du Old Bridge de Pontypridd. Il est classé depuis 1964.
Le moulin de Cenarth, situé un peu en amont du pont sur la Teifi, date de la fin du XVIIIe siècle, bien que l'existence d'un moulin au village soit attestée dès 1298. Il reste en usage jusqu'au milieu du XXe siècle. Monument classé depuis 1975, il est restauré entre 1984 et 1986.

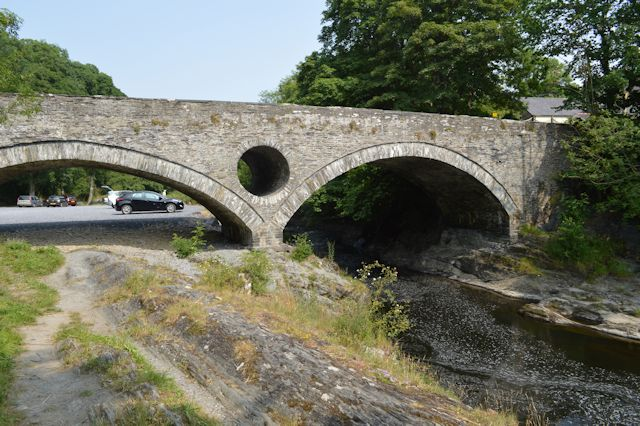
Le pont de Cenarth.
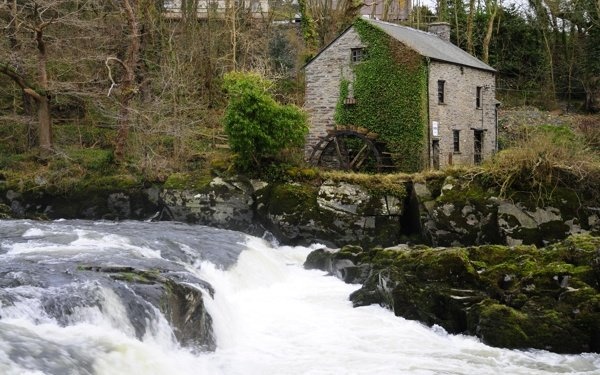
Le moulin de Cenarth.

L'église anglicane du village est dédiée à saint Llawddog. Le bâtiment moderne, construit sur le site d'une église médiévale, comprend des fonts baptismaux remontant au XIIe siècle.
Le village abrite également le National Coracle Centre, un musée consacré aux coracles du pays de Galles et du reste du monde.